# Plecia tenuicornis
Plecia tenuicornis är en tvåvingeart som beskrevs av Skartveit 2009. Plecia tenuicornis ingår i släktet Plecia och familjen hårmyggor. Inga underarter finns listade i Catalogue of Life.